# Braemia
Braemia vittata là một loài lan và loài duy nhất trong chi Braemia. Nó được tìm thấy ở Colombia, Ecuador, Peru, Suriname, Guyana, và Guyane thuộc Pháp.

## Hình ảnh

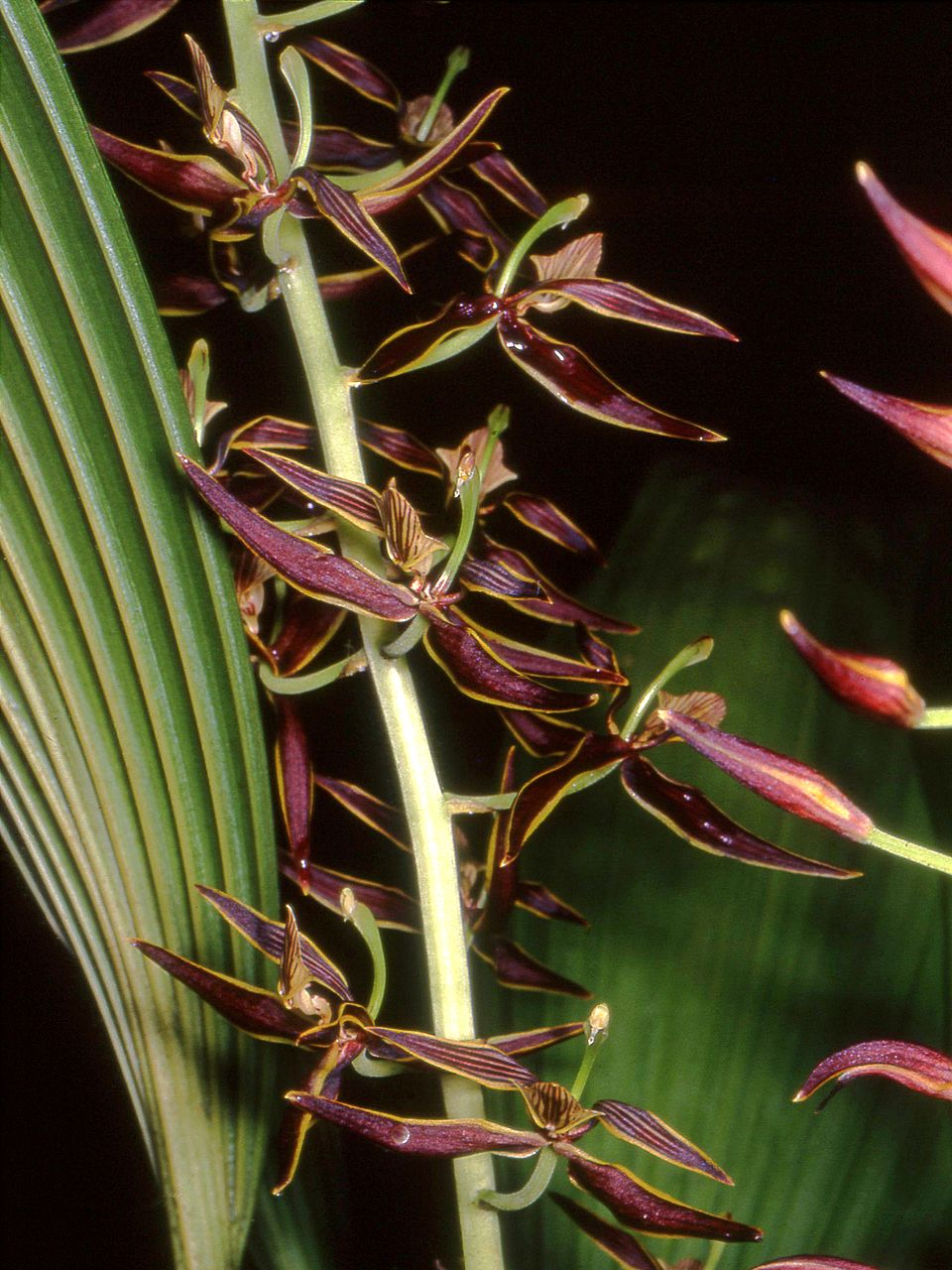
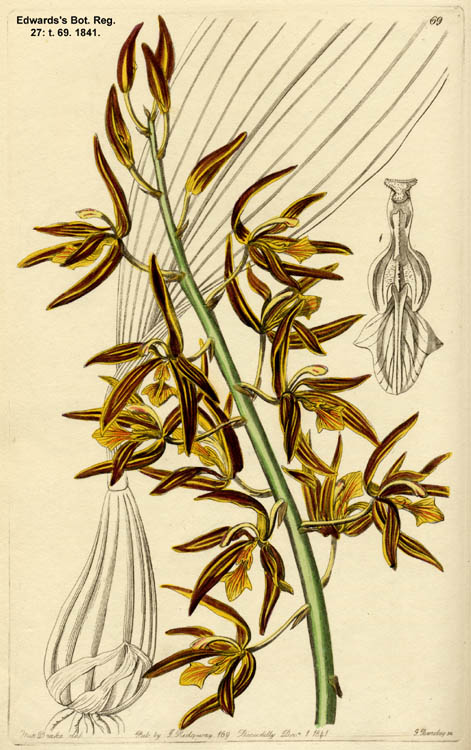